# Goshen (Indiana)
Goshen város az USA Indiana államában. Lakosainak száma 34 517 fő (2020. április 1.).

## Népesség
A település népességének változása:

| 2010 | 31 719 |
| 2020 | 34 517 |